# 위신 (사회언어학)
사회언어학에서 위신(威信, 영어: Prestige)은 언어 공동체 내에서 특정 언어나 방언에 일반적으로 주어지는 상대적 권위의 수준을 가리킨다. 한 사회에서 가장 "정확"하거나 "우월"하다고 여겨지는 언어나 방언을 위신이 높다고 한다. 많은 경우 이들은 언어의 표준적 형태로 여겨지게 되지만 비표준적이면서 위신이 높은 것으로 여겨지는 사례도 있다. 어휘나 문법적 구성, 발음 방식 등 별도의 방언을 구성하지 못하는 작은 언어적 특징에도 적용되는 개념이다.

## 같이 보기
- 언어변종
- 표준어